# 熊爵
熊爵（1486年—？），字子脩，河南開封府祥符縣人，民籍，明朝政治人物。

## 生平
正德十一年（1516年）丙子科河南鄉試第五十名舉人。正德十六年（1521年）中式辛巳科會試第一百二十五名，登第三甲第一百五十二名進士。授知縣，嘉靖五年（1526年），試福建道監察御史。嘉靖十五年（1536年）任陝西平凉府通判。

## 家族
曾祖熊智德；祖父熊勝亨；父熊恭。嫡母楊氏；母陳氏。慈侍下。